# Номотети
Номотетаї (дав.-грец νομοθέται) - "законодавці", зазвичай були окремими особами, такими як Драко та Солон, але в Афінах наприкінці V та IV ст. до н.е. призначалися великі групи із цим титулом. Найперший з відомих був призначений у 411 році у зв'язку з П'ятитисячним (Thuc. 8. 97. 2) і, мабуть, втратив чинність після падіння цього режиму. У 403 році, коли демократія була відновлена, одна група номотетаїв була призначена *булі для складання та подання пропонованих доповнень до законів, а інший орган з 500 номотетаїв був обраний демами для розгляду цих пропозицій спільно з буле (Andoc. 1. 82-4) .Після цього номотета і регулярно призначалися для розгляду пропонованих змін у законах, за якими вони, а не екклесія, тепер приймали остаточні рішення. У деяких випадках (або у всіх, згідно з однією з точок зору) вони вибиралися за жеребом зі списку 6000 присяжних; Таким чином, це були звичайні громадяни, без спеціальних знань, але їх функція полягала у ретельнішому розгляді пропозицій, ніж це робила еклесія.